# 結晶紫
結晶紫（英語：crystal violet）或稱龍膽紫（gentian violet），也稱甲基紫10B，是一種三苯甲烷系染料。使用於組織學染色，也用在革蘭氏染色試驗中以區別不同類的細菌。具有抗菌、抗真菌、驅蟲的性質，因此早年用作外用殺菌劑，现多仅限于用于皮肤标记。
龍膽紫一詞原指甲基對薔薇苯胺染料（methyl pararosaniline dyes，即甲基紫）的混合物，但現今多視為結晶紫的同義詞。龍膽紫的名稱來自於顏色與龙胆花瓣相似，但其不是由龙胆制成的。

## 用处

### 工业
以前是很重要的染料，用来染布、做蓝色和黑色墨水，尤其在酒精复印机里常用。金工里用于标记的Marking blue是本品混合变性乙醇和虫胶做成。

### 科研
生物科学中被称为龙胆紫，作为染色剂。
可以为电泳凝胶中的DNA染色剂，相比溴化乙錠毒性大有降低，灵敏度也可达16 ng。配合甲基橙做对比色，灵敏度可提高到8 ng。此外由于不是荧光染料，在使用时也不需要照紫外线灯，可避免紫外线破坏DNA。
也可以用于SDS-PAGE中替代考马斯亮蓝给蛋白质染色，灵敏性更好。
革兰氏染色用到龙胆紫。也可以给细胞核染色。常用于给组织切片染色，和福尔马林混合在一起形成一个同时可以固定和染色的溶液。
还经常用在小鼠的皮肤上作为标记，在小白鼠身上效果尤佳，标记可维持几星期。
还可以用来给指纹染色帮助识别，可以从活人的皮肤身上提取指纹。

### 医学作用
医药上的用途有：抗微生物（消毒剂和防腐剂；对真菌、细菌都有效）、皮肤标记。
龙胆紫的纯品的10g/L的水溶液就是常用的紫药水（又稱藍藥水），是一种在小型傷口上外塗的外用藥品。其阳离子能与细菌蛋白质的羧基结合，影响其代谢，因此有抑菌作用。龙胆紫能抑制革兰氏阳性菌，特别是葡萄球菌和白喉杆菌，它对白色念珠菌也有较好的抗菌作用。
龙胆紫外用可治疗皮肤与粘膜的创伤感染及溃疡、小的烫伤、口唇疱疹、溃疡性咽喉炎、鹅口疮、霉菌性阴道炎和外阴炎等。它也能与坏死组织结合形成保护膜，起到收敛作用。因此以1%~2%水溶液或酒精溶液外涂于患外皮肤，可以同时防止细菌感染和局部组织液的外渗。即使在有抗生素的今天，对于对青霉素过敏的膿痂疹患者仍然很重要。
在贫困地区，也用于处理烧伤，治疗新生儿脐炎、HIV患者的口腔念珠菌感染、患麻疹小儿的口内溃疡。
口服混悬剂或肠衣锭可治蛲虫病。
由於其顏色的濃烈及脫色的難度，注重外表的人一般也不會將它應用在易見的皮膚上。

## 安全性
有动物实验表明其还擁有潛在的致癌性，但是没有人体因此致癌的报道。为了潜在风险考虑，中国说明书写“不应将其用于粘膜与开放性伤口”。Health Canada目前认为受其批准的含本品的医疗仪器（泡沫塑料敷料）都不会造成結晶紫和皮肤发生直接接触，因此都属安全；但建议：一，丢弃所有使用结晶紫的药品（包括兽药），这些直接接触身体的药品已经被退市；二，孕妇和乳母避免使用含有结晶紫的泡沫敷料，其余人群使用也不应超过六个月。
患有G6PD缺乏症（蠶豆症）的人不可接觸紫藥水，否則會引發急性溶血反應。
由于以上缘故，現今不少醫院、診所等醫療機構已不選用藍藥水。

### 水产
美国美国食品药品监督管理局（FDA）已确定龙胆紫未被充分的科学数据证明可安全用于动物饲料。因此按照美国联邦食品、药品和化妆品法案，在动物饲料中使用龙胆紫构成掺假。2007年6月28日，FDA对中国养殖海产品发布了“进口警报”，因为在这些产品中持续发现未经批准的抗菌剂，包括龙胆紫。FDA报告指出：
与MG（孔雀石綠）类似，CV（结晶紫）容易从水中被吸收到鱼组织中，并在鱼体内被代谢还原为白色结晶紫（LCV）。美國國家毒物計畫的几项研究报告了结晶紫在啮齿动物中的致癌和突變原效应。其白色形式在小鼠中可诱发肾脏、肝脏和肺部肿瘤。"